# Olivier Maingain
Olivier D.A.Gh. Maingain (Sint-Lambrechts-Woluwe, 3 augustus 1958) is een Belgische Franstalig politicus. Van 1995 tot 2019 was hij partijvoorzitter van het FDF, sinds 2015 DéFI geheten; hij verliet de partij in 2024.

## Levensloop

### Opleiding en advocaat
Olivier Maingain werd in Sint-Lambrechts-Woluwe geboren uit een Vlaamse moeder en een Waalse vader, Roger Maingain (1923-2013) die adjunct-secretaris was van de Association du personnel wallon et francophone des services publics (Vereniging van Waalse en Franstalige ambtenaren), lid van Wallonie libre vanaf de Bevrijding, voorzitter van de Ligue wallonne de l'agglomération de Bruxelles sinds 1960, lid van de FDF vanaf haar stichting in 1964 en gemeenteraadslid te Sint-Lambrechts-Woluwe vanaf 1970. Een andere zoon van Roger Maingain, Alain, was schooldirecteur te Sint-Lambrechts-Woluwe, dan te Etterbeek en lid van PSC/cdH-cabinetten. In 2009 was hij een tijd lang cdH-kandidaat voor het Europees Parlement, dan trok zijn kandidatuur terug. In 2012 was hij kandidaat op de cdH-lijst voor de gemeentelijke verkiezingen te Schaarbeek, waar de burgemeester Bernard Clerfayt was, de zoon van een voormalige FDF-voorzitter.
In 1981 studeerde Maingain af als licentiaat in de rechten aan de ULB en van 1982 tot 1988 was hij advocaat aan de Balie van Brussel. Van 1989 tot 1991 werkte hij eveneens als adjunct-kabinetsdirecteur voor Valmy Féaux, de toenmalige minister-president van de Franse Gemeenschapsregering. In navolging van zijn vader trad hij toe tot het FDF en van 1983 tot 1987 was hij voorzitter van de jongerenafdeling van de partij. Nadien was Maingain van 1987 tot 1994 directeur van het Centre Jacques Georgin, de studiedienst van de partij. 

### Politieke loopbaan 1989–2007
Van juni 1989 tot januari 1995 zetelde Maingain voor het FDF in het eerste rechtstreeks verkozen Brussels Hoofdstedelijk Parlement en in november 1991 werd hij voor het eerst verkozen in de Kamer van volksvertegenwoordigers, waar hij uiteindelijk bleef zetelen tot aan de verkiezingen van mei 2019. In de legislatuur 1991-1995 zetelde hij van rechtswege eveneens in de Raad van de Franse Gemeenschap. In de legislatuur 1999-2003 was Maingain voorzitter van de commissie Financiën en Begroting in de Kamer en nadien was hij er van 2003 tot 2012 quaestor.
In oktober 1995 met de steun van Antoinette Spaak verkozen tot partijvoorzitter van het FDF, een functie die hij 24 jaar uitoefende, tot in december 2019.
Op lokaal politiek niveau was Maingain van 1989 tot 1991 en van 1995 tot 2004 gemeenteraadslid van de stad Brussel en van 1995 tot 2000 was hij schepen van de stad, bevoegd voor Economie, Erfgoed, Gemeentelijke Eigendommen en Sport. In 2004 verliet hij de lokale politiek van Brussel om zich in Sint-Lambrechts-Woluwe te vestigen, een gemeente gelegen in het Brussels Hoofdstedelijk Gewest. Hij nam er in 2006 deel aan de gemeenteraadsverkiezingen en won een meerderheid. In 2007 werd Olivier Maingain beëdigd als burgemeester van Sint-Lambrechts-Woluwe en in 2012, 2018 en 2024 werd hij als burgemeester herkozen. Zijn zoon Fabian Maingain werd ook politiek actief voor DéFI.

### Maingain voor, tijdens en na de federale verkiezingen van 2007
Omdat het FDF sinds 2002 een kartelpartner was van de grotere Franstalige partij MR, kon Maingain als leider van een kleine partij relatief veel invloed uitoefenen op het publieke debat en konden zijn radicale standpunten over de communautaire verhoudingen niet zomaar worden genegeerd. In de jaren 2006 en 2008 Maingain kwam daardoor geregeld in het nieuws vanwege provocaties, zoals het eisen van een corridor Brussel-Wallonië tussen Brussel en Wallonië. Dit hield een doorgang of een stuk grond in, dat 3,5 km overspant tussen de gemeente Waterloo en de gemeente Ukkel van het Brussels Hoofdstedelijk Gewest. 
Op 17 augustus 2006 verscheen in het Franse dagblad "Libération" een interview met Yves Leterme, waarin deze stelde naar aanleiding van de taalfaciliteiten "dat de Franstaligen in de Vlaamse rand rond Brussel kennelijk intellectueel niet in staat waren om Nederlands te leren". Maingain diende een klacht in wegens het overtreden van de antiracismewet. Eind augustus 2007 werd deze klacht door de procureur-generaal geseponeerd.
In de gemeenteraadszitting van 27 maart 2007 liet Maingain zich opmerken door op de afwezigheid van gemeenteraadslid Georges De Smul (CD&V) te reageren met de uitspraak: "CD&V'er De Smul is zijn kameraden van de Apartheid in Zuid-Afrika gaan vervoegen." De Smul was inderdaad samen met zijn dochter op dat moment actief in Zuid-Afrika op een humanitaire missie voor de organisatie Hope for Africa. Zowel Franstalige als Nederlandstalige raadsleden hebben in de zitting geprotesteerd. De zitting diende nadien geschorst te worden. Maingain weigerde zijn woorden in te trekken.
In de aanloop van de federale verkiezingen van 10 juni 2007 kwam hij in opspraak als verantwoordelijk uitgever van eentalig Franse verkiezingsfolders in de Vlaamse gemeente Merchtem, met het opschrift "ensemble, le meilleur est à venir". Bij deze verkiezingen behaalde Maingain als burgemeester van Sint-Lambrechts-Woluwe, een gemeente van het Brussels Hoofdstedelijk Gewest, in het nog niet gesplitste kiesarrondissement Brussel-Halle-Vilvoorde 45 439 voorkeurstemmen. Daarbij stak hij Laurette Onkelinx en Joëlle Milquet voorbij.
In de zomer van 2007 nam hij als kartelpartner van de MR deel aan de formatiegesprekken voor een nieuwe regering op kasteel Hertoginnedal. Bij deze gesprekken stelde hij zich als harde onderhandelaar op met bovenmatige Franstalige eisen. Hij stelde dat er tegenover het voeren van een institutioneel debat op vraag van de Vlamingen, forse eisen zullen staan van de Franstaligen zoals de wijziging van de taalgrenzen, de uitbreiding van het Brussels Gewest en de herziening van de positie van de Vlamingen in Brussel. Door deze eisen stelde hij de Belgische constructie in vraag en doorbrak hij het wankele Belgische evenwicht dat stoelt op een consensus, inbegrepen de pariteit van ministers in de federale regering per taalgroep. In een interview verklaarde hij dat indien de Vlamingen de splitsing van het kiesarrondissement Brussel-Halle-Vilvoorde tegen 6 september 2007 met een gewone meerderheid goedkeurden, er een crisis van het regime dreigde en dat het voortbestaan van het land in het gedrang kwam. Hij stelde dat: "De cruciale vraag is: hebben we nog een gemeenschappelijke toekomstvisie voor het land. Als Vlaanderen niet meer verder wil, moet het zijn conclusies trekken en zich afscheiden." Eind september 2007 verklaarde Maingain dat de bespreking van B-H-V zes maanden kon aanslepen en dat het FDF zoveel mogelijk op de rem zou gaan staan bij de bespreking ervan. Tezelfdertijd verklaarde hij in een interview in de krant "Vers l'Avenir" dat de Vlaamse logica erin bestaat Brussel definitief "op te sluiten" in Vlaanderen.
Op 7 oktober 2007 verklaarde Maingain op een FDF-partijvergadering dat het FDF, als kartelpartner van het MR enkel wilde deelnemen aan communautaire onderhandelingen als Marino Keulen (Open Vld) de Franstalige burgemeesters van vier faciliteitengemeenten benoemde, met name de gemeenten Linkebeek, Kraainem, Wezembeek-Oppem en Sint-Genesius-Rode. Het FDF was van plan zich in de faciliteitengemeenten harder opstellen waardoor de gemeenteraadsleden van de partij er Frans zouden spreken. De vier burgemeesters van de faciliteitengemeenten waren niet benoemd omdat zij bij de gemeenteraadsverkiezingen van 2006 Franstalige oproepingsbrieven verstuurden, hetgeen in strijd is met de taalwetgeving. De bevoegde minister Keulen antwoordde daarop op 10 oktober dat Maingain in Vlaanderen niets te zeggen heeft. Medio oktober 2007 riep Maingain de Franstalige mandatarissen op om in de faciliteitengemeenten Kraainem, Linkebeek en Wezembeek-Oppem in de gemeenteraden Frans te spreken, hetgeen strijdig is met de taalwetgeving. Daarop verklaarde viceminister-president Dirk Van Mechelen dat de beslissingen op die bewuste gemeenteraden genomen, zouden vernietigd worden. Eind oktober 2007 zette Maingain FDF de verhoudingen binnen de MR onder hoogspanning door zijn uitlatingen over koppeling van dossiers, zoals benoeming van Franstalige burgemeesters in de faciliteitengemeenten en dreigementen de onderhandelingstafel te verlaten. In dit verslechterende klimaat kreeg Maingain echter van de MR-top de raad te vertrekken als hij dat zo graag wilde. Bij de MR luidde het als volgt: "Deze keer is Maingain te ver gegaan. Als hij denkt een belangrijke rol in deze onderhandelingen te kunnen spelen, moet hij beseffen dat dat bij gratie van Didier Reynders is".
Olivier Maingain betreurde dat de Vlamingen rekenden op de stemmen van VB om de splitsing van B-H-V bij gewone wet te regelen tegen 7 november 2007. In dat geval konden de 125 000 Franstalige inwoners in de Brusselse randgemeenten van Vlaams-Brabant niet meer op lijsten van het Brussels Hoofdstedelijk Gewest stemmen. Volgens Maingain stortte dit het land in een crisis. Maingain zelf kwam op een lijst van het Brussels Hoofdstedelijk Gewest en haalde een groot deel van zijn stemmen bij de Franstalige kiezers in de Vlaamse faciliteitengemeenten van Brussel-Halle-Vilvoorde. 
Op 22 februari 2008 verklaarde Maingain dat Brussel en Wallonië samen één deelstaat binnen de Belgische federale staat moeten vormen. Bovendien dient het Brussels Gewest uitgebreid te worden tot 31 gemeenten.
Op 28 juni 2008 zei Maingain in een interview met RTBF over een uitspraak van Yves Leterme: "Ik heb op die vraag enkel een beetje een autistisch antwoord gekregen" ("Je n'ai reçu qu'une réponse un peu d'autiste à cette question"). Op zijn eigen website riep Maingain intussen op een petitie te steunen ter verdediging van autistische kinderen.
Eind maart 2010 omschreef Olivier Maingain de niet-benoeming van de Franstalige burgemeesters van Kraainem, Linkebeek en Wezembeek-Oppem door minister Geert Bourgeois (N-VA) als praktijken die de Duitse bezetting waardig zijn.

### Politieke loopbaan 2011–heden
Op 25 september 2011 verbrak het FDF na een vergadering van de algemene raad van de partij het kartel met de MR. Het FDF had de uitbreiding van Brussel geëist als voorwaarde voor de splitsing van Brussel-Halle-Vilvoorde, waarmee de MR niet akkoord ging. In 2015 veranderde Maingain de partijnaam van FDF in DéFI. Bij de verkiezingen van mei 2019 was hij lijstduwer van de DéFI-lijst voor het Europees Parlement. Op 1 december 2019 stopte Maingain als voorzitter van de partij en werd opgevolgd door François De Smet. 
In augustus 2019 haalde hij bij de regeringsonderhandelingen tussen de Franstalige partijen in het Brussels Hoofdstedelijk Gewest de functie van verbindingsofficier tussen het Waals Gewest, het Franse Gemeenschap en het Brussels Hoofdstedelijk Gewest binnen. Daarbij zou hij het beleid tussen de drie deelstaten gaan coördineren. Na kritiek vanuit de oppositie werd beslist om deze functie niet in te richten en de taken die hij zou krijgen exclusief toe te wijzen aan de Brusselse minister-president. In september 2021 werd hij alsnog aangesteld tot verbindingsofficier voor de Waals-Brusselse relaties. Hij diende een stand van zaken op te maken van de verwachtingen van de bevolking over de Waals-Brusselse relaties en voorstellen in te winnen om tot sterkere relaties tussen de Walen en de Franstalige Brusselaars te komen. Hij bekleedde deze functie tot in mei 2024.
In februari 2024 kwam Maingain binnen DéFI in conflict met zijn opvolger François De Smet over de lijstvorming voor het Brussels Hoofdstedelijk Gewest. De DéFI-lijst voor het Brussels Parlement was in eerste instantie goedgekeurd door de kiescommissie van de partij, maar na een hertelling bleken er enkele stemmen tekort te zijn om de vereiste 60 procent voor de goedkeuring van de lijst te behalen. Maingain beschuldigde daarop de kabinetschef van De Smet van fraude en eiste diens ontslag. De Smet weigerde hierop in te gaan, maar ging wel akkoord met een nieuwe stemming over de kieslijst om de crisis in de partij te bezweren. Maingain bleef echter voet bij stuk houden en besloot daarom niet op te komen bij de parlementsverkiezingen van juni 2024.
In december 2024 verliet Maingain DéFi uit onvrede over de Brusselse regeringsonderhandelingen. Sophie Rohonyi, de voorzitster van DéFi, was namelijk ingegaan op een uitnodiging van Brussels formateur David Leisterh (MR) om de nationale partijvoorzitters te betrekken in de Brusselse regeringsvorming. Maingain vond dat Rohonyi zo "de Brusselse autonomie niet langer verdedigde" en verliet daarom de partij. In april 2025 richtte hij een nieuwe partij op, lib.res.

## Politieke stellingname
Maingain wierp zich, als voorzitter van een politieke partij die ontstaan is als gevolg van de Belgische communautaire twisten, op als verdediger van de Franstalige belangen. Hij is een polariserend figuur in de Belgische politiek. Zijn compromisloze stellingnamen worden in Vlaanderen vaak gekarakteriseerd als extremistisch. In Vlaanderen heeft hij de reputatie een Vlamingenhater en een taalracist te zijn, terwijl een aanzienlijk aantal Franstaligen, in het bijzonder in Brussel en de Rand, hem ziet als hun verdediger. In Wallonië valt hij iets minder in de smaak omdat hij zich tegen gewesttalen als het Waals en het Picardisch keert.
Als schepen van Sport van de stad Brussel liep hij in de kijker, onder andere door het verbieden van een gezinsmanifestatie georganiseerd door Bloso in het Koning Boudewijnstadion, en door de organisatie van Boterhammen In Het Park (een organisatie van de AB - Ancienne Belgique) in het Warandepark te verbieden.